# Aktiveringsinspektör
Aktiveringsinspektör var en person anställd av Arbetsmarknadsstyrelsen under tiden från 1966 till i mitten av 1980-talet. Varje länsarbetsnämnd hade en aktiveringsinspektör knuten till sig. Syftet var att med olika metoder, främst information, få fler kvinnor att förvärvsarbeta.